# Oreobates berdemenos
Oreobates berdemenos é uma espécie de anfíbio gimnofiono da família Strabomantidae. Está presente na Argentina. A UICN classificou-a como em perigo de extinção.